# International Tennis Championships of Colombia 1978
L'International Tennis Championships of Colombia 1978 è stato un torneo di tennis giocato sulla terra rossa. È stata la 2ª edizione dell'International Tennis Championships of Colombia, che fa parte del Colgate-Palmolive Grand Prix 1978. Il torneo si è giocato a Bogotà in Colombia, dal 19 al 25 novembre 1978.

## Campioni

### Singolare maschile
Víctor Pecci ha battuto in finale  Rolf Gehring con il punteggio di 6–4, 3–6, 6–3, 6–3

### Doppio maschile
Álvaro Fillol /  Jaime Fillol hanno battuto in finale  Hans Gildemeister /  Víctor Pecci con il punteggio di 6–4, 6–3